# Delaware, Lackawanna and Western Railroad
| Delaware, Lackawanna and Western Railroad Company | Delaware, Lackawanna and Western Railroad Company |
| ------------------------------------------------- | ------------------------------------------------- |
| Streckennetz 1922                                 |                                                   |
| Spurweite:                                        | 1829 mm                                           |
|                                                   |                                                   |

Die Delaware, Lackawanna and Western Railroad Company (DL&W oder Lackawanna) war eine Eisenbahngesellschaft, die das kohlenreiche Lackawanna-Tal (Lackawanna Valley), im US-Bundesstaat Pennsylvania gelegen, mit New York City, Buffalo und Oswego (alle im US-Bundesstaat New York) verband. Ihre Hauptstrecke mit einer Länge von 200 Meilen führte von Binghamton (New York) nach Black Rock (New York).
1960 verschmolz sie mit der Erie Railroad zur Erie Lackawanna Railroad, die 1976 in der Conrail aufging.

## Geschichte
Die DL&W entstand am 11. März 1853 aus zwei Eisenbahngesellschaften: der Delaware and Cobb's Gap Railroad und der Lackawanna and Western Railroad. Das Streckennetz der Gesellschaft wuchs in den folgenden Jahren durch Aufkäufe von Eisenbahngesellschaften und Streckenausbau.
Am 15. März 1876 wurde das mit einer Spurweite von 1829 mm errichtete Netz auf Normalspur umgestellt.
1908 erbaute die DL&W ein großes Bahnhofsgebäude in Scranton, US-Bundesstaat Pennsylvania (heutzutage Steamtown National Historic Site).
Von 1908 bis 1911 ließ sie den Lackawanna Cut-Off bauen, eine Abkürzung mit möglichst geraden Strecken, geringen Steigungen und ohne höhengleiche Bahnübergänge, mit der die Geschwindigkeit der Züge erhöht, die Fahrzeiten verkürzt und die Gewinne der Gesellschaft gesteigert werden konnten. Von 1912 bis 1915 folgte weiter nördlich der vergleichbare Nicholson Cut-Off.
Am 17. Oktober 1960 verschmolz DL&W mit einem vormaligen Mitbewerber, der Erie Railroad, zur Erie Lackawanna Railroad (EL), die 1972 in Konkurs ging. Die Infrastruktur wurde von der Conrail bei ihrer Gründung im Jahr 1976 übernommen.